# インド鉄道WAG5形電気機関車
インド鉄道WAG5形交流電気機関車（インドてつどうWAG5がたこうりゅうでんききかんしゃ）は、インド鉄道（Indian Railways）が所有する貨物用交流電気機関車である。

## 概要
1963年のWAG1形以降、インド鉄道は欧州連合や日本連合など海外から貨物用交流電気機関車を輸入し、1966年にはその技術を基にした初の国産貨物用交流電気機関車のWAG4形が1,100両製造された。だがWAG4形は平地で最大2,000tの貨物列車を牽引するのが限界と低出力であった事から、より高性能の貨物用機関車が求められた。そこで、1970年から導入が続いていた貨客両用機関車であるWAM-4形を貨物専用としたWAM4B形が1978年に製造され、営業実績が良好だった事から形式名をWAG5形と改めた上で量産する事となった。
それまで導入されていた貨物用電気機関車（WAG）は車軸配置 B-B のモノモーター方式（1モーター2軸駆動）だったのに対し、WAG5形は基礎となったWAM-4形と同様、車軸配置 Co-Co の全軸駆動方式に改められている。それにより車体が長くなった一方で出力や牽引力が増大した。
1997年に製造が終了するまで1,173両もの大量生産が行われ、チッタランジャン機関車工場に加えバーラト重電機も一部車両の製造に参加した。電動機や車歴によって以下のように形式の細分化が行われている他、製造年度によりパネルフィルターなど側面形状が異なる車両も存在する。

## 種類
- WAG5A形 - 製造当初からWAG5形だった車両。電動機としてアルストム製のTAO-659を装備する[1][4]。
- WAG5B形 - WAM-B形から形式変更された車両[1]。
- WAG5HA形、WAG5HB形 - 電動機を日立製作所製のHS-15250Aに変更した車両[1][4]。
- WAG5PA形、WAG5PB形 - 旅客列車牽引用に改造された車両[1]。

## ギャラリー

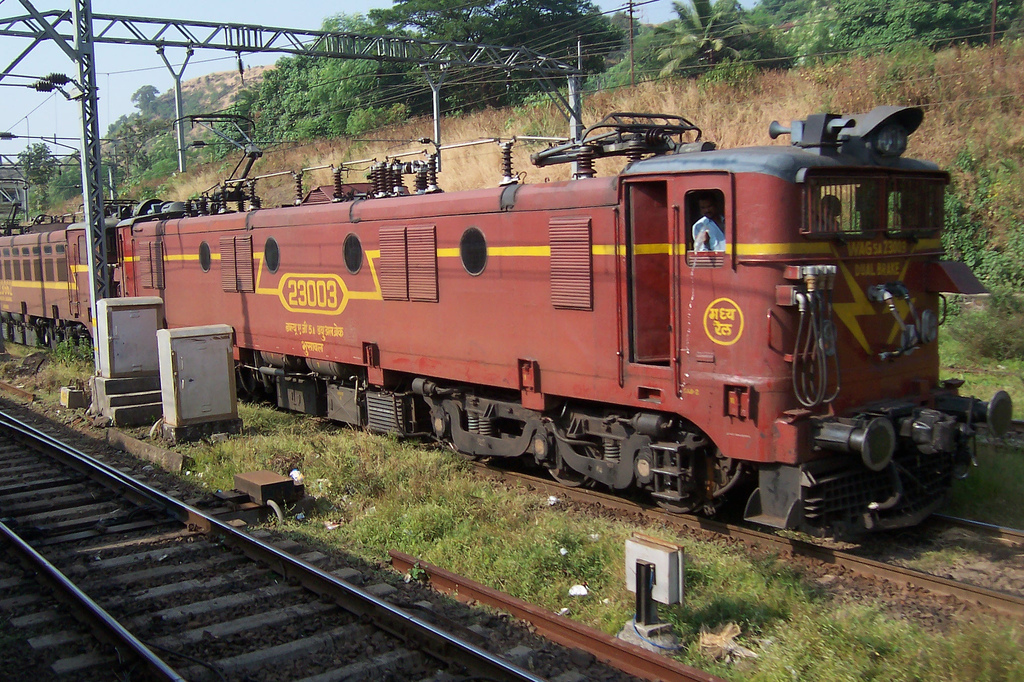
23003号機
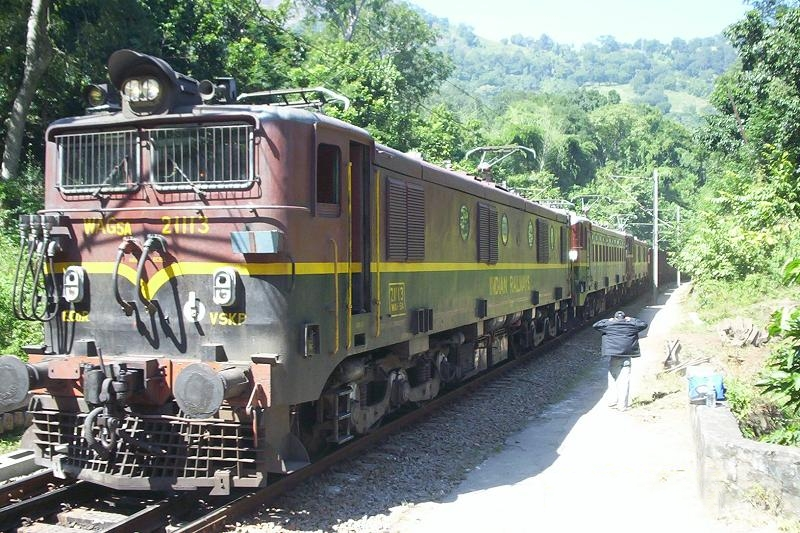
23113号機
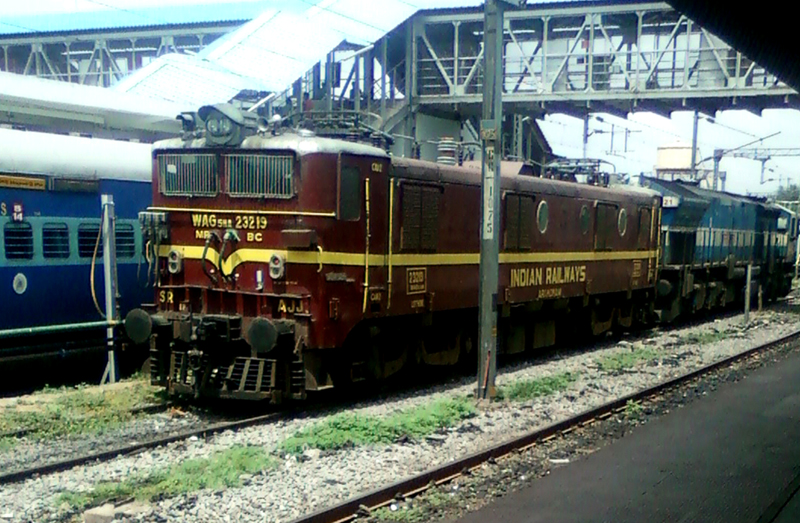
23219号機
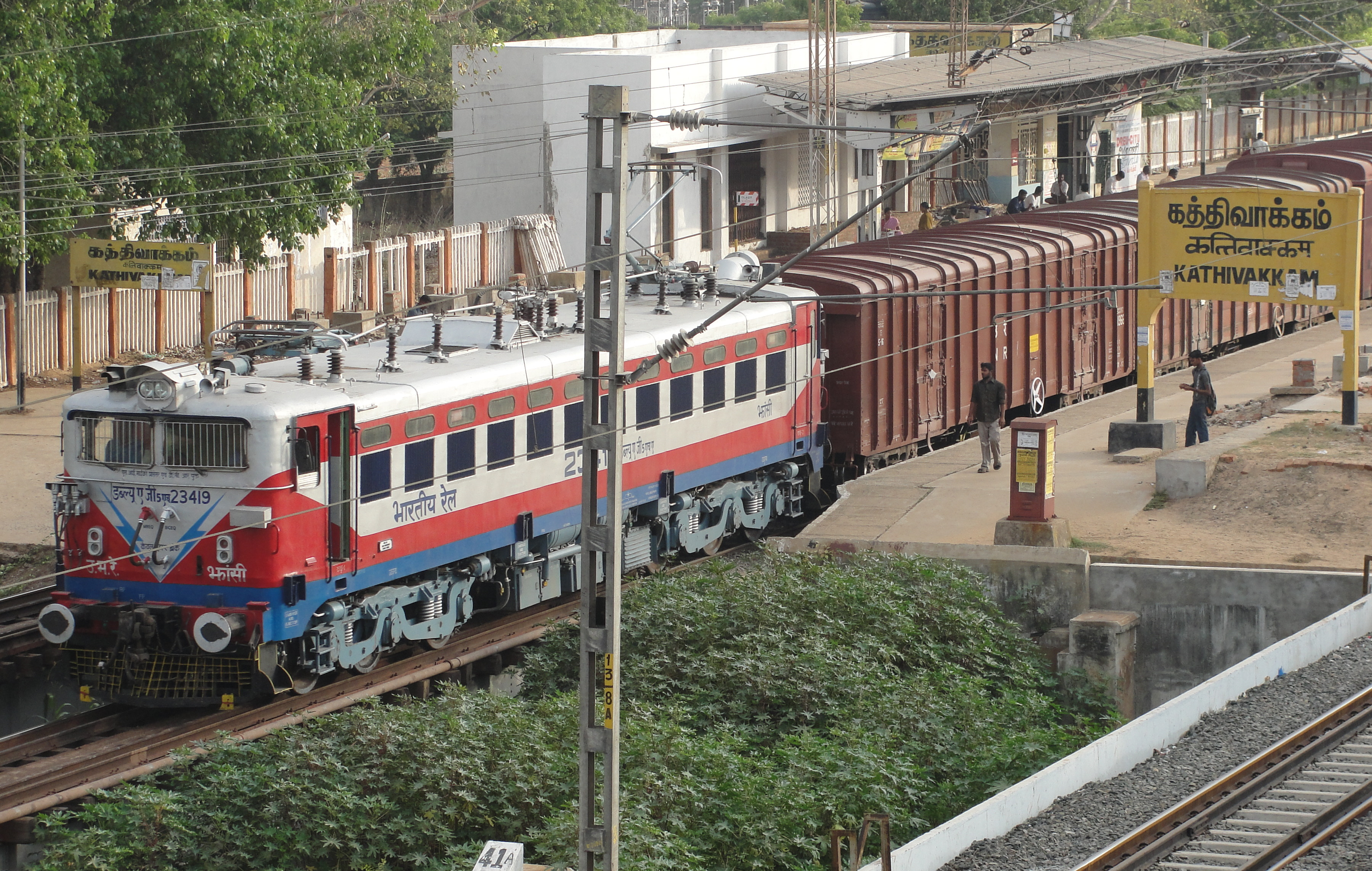
23419号機
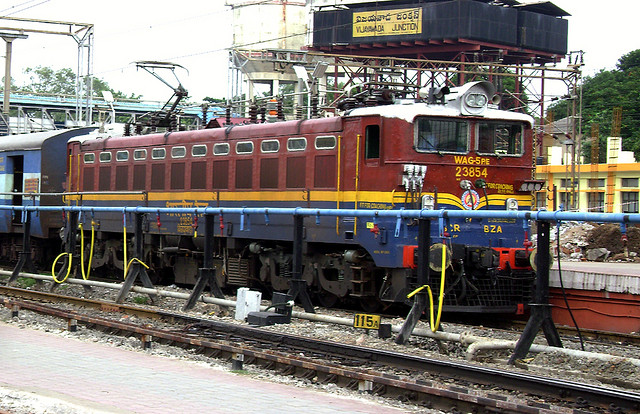
旅客列車を牽引する23854号機
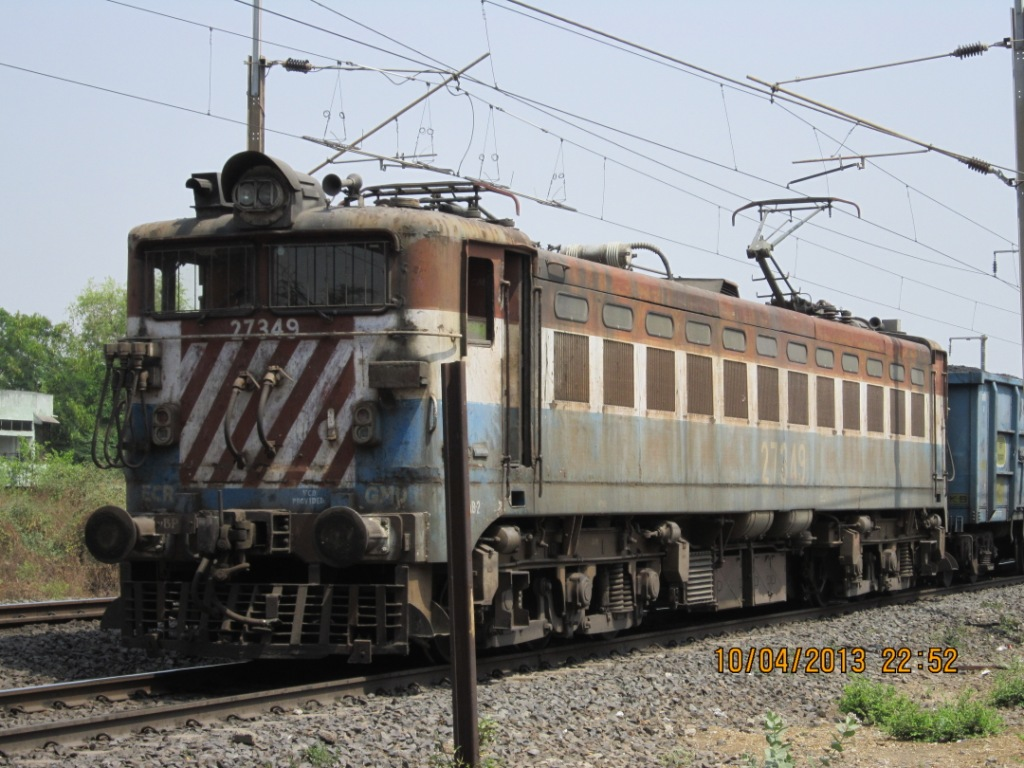
27349号機

## 参考資料
- 石田周二、笠井健次郎『交通ブックス 124 電気機関車とディーゼル機関車』成山堂書店、2015年6月。ISBN 978-4-425-76231-6。